# صغیر اصفهانی
محمدحسین صغیر اصفهانی شاعر مدیحه‌سرای ایرانی بود.

## زندگی‌نامه
محمد حسین صغیر اصفهانی در سیزدهم ماه رجب ۱۳۱۲ هجری در اصفهان متولد شد. در اثر تربیت پدرش که آقا اسدالله نام داشت و یکی از مداحان بود به اشعاری که دیگران در مدح و مصیبت «چهارده معصوم» سروده بودند آشنا گردید و در سنین هشت و نه سالگی شروع به گفتن اشعار کرد به همین دلیل صغیر تخلص گرفت.
(مرا صغیر تخلص بجا بود، که سه چیز)
(مراد دارم و هستم از این تخلّص شاد)
(در اوّل عهد اینکه به عهد صغارتم ایزد)
(دهان به گفتن اشعار جانفزا بگشاد)
(به دوم اینکه نگیرند اکابرم خرده)
(اگر ز خامهٔ من نقطه ای خطا افتاد)
(به سوم اینکه چو روز حساب پیش آید)
(مسلم است که آنجا بود صغیر آزاد)
علیرضا افتخاری در آلبوم نیلوفرانه ۲ و حسام الدین سراج در آلبوم رؤیای وصال قطعاتی از صغیر اصفهانی را خوانده‌اند.
حدود هشت ساله بود که با یک رؤیای صادقه زبانش در مدح امیرالمؤمنین علیه السلام باز می‌شود. دوازده بهار از عمرش می‌گذشت که الهاماتی از طرف حضرت دوست بر زبانش به صورت شعر جاری می‌شود.
استاد صغیر در مدت زندگی خود یادگاری‌هایی در قالب خاطره/کرامات و بیان شیوا یی از ادبیات فارسی بر جای گذارد.
که بیشترین شهرتش به سبب اشعار عرفانی و فوق‌العاده روحانی است که در مدح و منقبت مولی الموحدینُ یعصوب الدینُ امیرالمؤمنین
غالب العدوُ مظهر العجائب حضرت مولا علی علیه السلام است که در نوع خودش بی نظیر و مثال زدنی است
یکی دیگر از خصوصیات بارز و مهم این شاعر شهیر که می‌توان گفت او را از دیگر شاعران محترم اهلبیت متمایز کرده است آغاز شاعری در سن صغارت و اون هم نه اشعار معمولی اشعاری که حتی علما و بزرگان آن زمان را حیرت‌زده وانگشت به دهان کرده بود و این چیزی نیست جز الطاف و توجهات خاصهٔ اهلبیت علیهم السلام که به این نوکر آستان خود نموده بودند و همواره از طرقهای آسمانی و روحانی اورا یاری می‌کرده‌اند
و دیگر آنکه در زمینه ادبیات هم کار بی نظیری کرده که شاید به جرات بتوان گفت شاید شاعری تا کنون به این مهم دست نیافته است و آن این است
که استاد صغیر در همهٔ سبک‌های ادبیاتی وشاعری شعر سروده‌اند.
(غزل-قصیده-مثنوی-حکایات-ساقی نامه-مصیبت نامه- بحرطویل -ترجیع بند-ترکیب بند-مربع ترکیب تجنیسیه-قصیده هفت میوه-قصیده
عشقیه-مخمس-مسدس-تضمین اشعار دیگر شاعران -رباعی-تک بیتی-قطعه-نصیحت-توحیدیه-
نبوت-امامت-ترجمه خطبه الغدیر وپندواندرزهای دلنشین)
(تا منقبت شیر حق آیین صغیر است)
(در دفتر نظمش ورق باطله ای نیست)
(در جهان آمد صغیر و چند روزی ماند و رفت)
(یادگار از وی در این عالم کتابی بیش نیست)

## درگذشت
صغیراصفهانی در هفتاد و هشت سالگی به علت بیماری اوره درگذشت. آرامگاه او در محل حرم راس الرضا در فلکهٔ طوقچی اصفهان می‌باشد.